# Jägarna på Karinhall
Jägarna på Karinhall är Carl-Henning Wijkmarks debutroman från 1972.
Jägarna på Karinhall är en roman, vars handling är en fest på Karinhall, den tyske nazistledaren Herman Görings jaktslott i skogarna några mil norr om Berlin i Tyskland. Den kan betecknas som en burlesk skröna eller en kombination av satir och thriller. Den representerar en genreblandning mellan fiktion och historiska fakta.
Intrigen börjar med att en norsk maratonlöpare i Kanada tvingas av den brittiska underrättelsetjänsten att genomföra ett spionuppdrag under Olympiaden i Berlin 1936, nämligen att spionera på en tredagars jaktfest, som Herman Göring ska hålla på Karinhall.
Jaktfesten skildras som ett rekord i överdrifter och sexuella överdåd. Göring har införskaffat ett antal prostituerade som skall underhålla hans gäster. Männen skildras som misogyna sadister och våldtäktsmän. Kvinnorna klassificeras efter sina egenskaper som sexobjekt.
Boken har betecknats som ett lustmord på nazismen och väckt uppmärksamhet för sina pornografiska inslag.
Boken har återutgetts flera gånger samt översatts till danska.

## Utgåvor
- 1972 – Wijkmark, Carl-Henning. Jägarna på Karinhall: [en roman]. Stockholm: Norstedt. Libris 7151701. ISBN 91-1-725161-3
  - 2012 – Wijkmark, Carl-Henning; Bjerg Anne Marie (på danska). Jægerne på Karinhall: roman (1. udg., 1. opl.). København: Møller. Libris 13454923. ISBN 978-87-994043-2-2
  - 2013 – Wijkmark, Carl-Henning. Jägarna på Karinhall. En modern klassiker, 1651-1514 ([Ny utg.]). Stockholm: Modernista. Libris 14674202. ISBN 9789174993714